# Els Tres Rocs
Els Tres Rocs és una muntanya de 497 metres que es troba entre els municipis de Sant Aniol de Finestres, a la comarca de la Garrotxa i d'Amer, a la comarca de la Selva.